# فيلي لايلي
فيلي لايلي (بالإنجليزية: Willie Lyle)‏ (14 أبريل 1984 في المملكة المتحدة - ) هو لاعب كرة قدم بريطاني في مركز الدفاع. لعب مع ريث روفرز ونادي سترنرير ‏ ونادي ستنهاوسموير وAuchinleck Talbot F.C. ‏ ونادي آير يونايتد.

## وصلات خارجية
- فيلي لايلي على موقع قاعدة بيانات كرة القدم.إي يو (الإنجليزية)
- فيلي لايلي على موقع Soccerbase.com (لاعب) (الإنجليزية)